# 文安 (大理)
文安（ぶんあん）は、中国後大理国の段正淳の時代に使用された元号。1105年 - 1108年。

## 西暦との対照表
| 文安 | 元年   | 2年    | 3年    | 4年    |
| 西暦 | 1105年 | 1106年 | 1107年 | 1108年 |
| 干支 | 乙酉   | 丙戌   | 丁亥   | 戊子   |